# Amy Fisher
Amy Fisher (Wantagh, Nueva York, 21 de agosto de 1974), apodada como la Lolita de Long Island, es una mujer estadounidense que alcanzó la fama en 1992, cuando, a los 17 años, disparó e hirió de gravedad a Mary Jo Buttafuoco, mujer de su amante Joey Buttafuoco. Inicialmente, fue acusada de intento de asesinato en primer grado, pero se declaró culpable de asalto agravado en primer grado, cumpliendo siete años de prisión. Tras obtener la libertad condicional en 1999, Fisher se convirtió en periodista y escritora, llegando a tener una carrera como actriz pornográfica entre 2007 y 2012.

## Biografía

### Primeros años
Amy Fisher nació en la ciudad de Wantagh, en el condado de Nassau (estado de Nueva York), el 21 de agosto de 1974. Hija de Elliot y Roseann Fisher, nació en una familia de ascendencia judía por parte paterna e italiana por parte materna. Estudió en la Kennedy High School de Bellmore (Nueva York). A los 16 años comenzó supuestamente una relación sexual con Joey Buttafuoco, un hombre de 35 años de edad después de que Amy dañara el coche que sus padres le habían regalado por su cumpleaños. Buttafuoco era el dueño del taller mecánico al que Amy lo llevó para repararlo sin que su familia lo supiera.

### Crimen y prisión
El 19 de mayo de 1992, a los 17 años de edad, Fisher se acercó hasta la casa de su amante y su mujer, Mary Jo Buttafuoco, en la ciudad de Massapequa (Nueva York). Al abrir la puerta, le confesó que llevaba meses teniendo una aventura con su marido. Cuando Mary Jo se dio la vuelta, Fisher le disparó en la cabeza en el porche y salió de la propiedad.
Fisher fue acusada de intento de homicidio, y el 23 de septiembre de 1992 se declaró culpable de asalto en primer grado. En diciembre de ese año fue condenada a entre cinco y quince años de prisión, llegando a cumplir siete finalmente y saliendo de prisión en 1999 al serle concedida la libertad condicional.
Joey Buttafuoco fue acusado por la fiscalía de violar a Amy Fisher, menor por aquel entonces. Se declaró culpable en octubre de 1993 y cumplió una condena de cuatro meses de cárcel y una multa de 5 000 dólares.

### Tras la cárcel
Después de cumplir su condena en la cárcel, Amy Fisher comenzó a trabajar como columnista para Long Island Press. Escribió un libro autobiográfico con sus experiencias, publicado en 2004. El año anterior se casó con Louis Bellera, con el que tendría tres hijos. La pareja se divorciaría en 2015.

## Escándalo sexual y carrera como actriz pornográfica

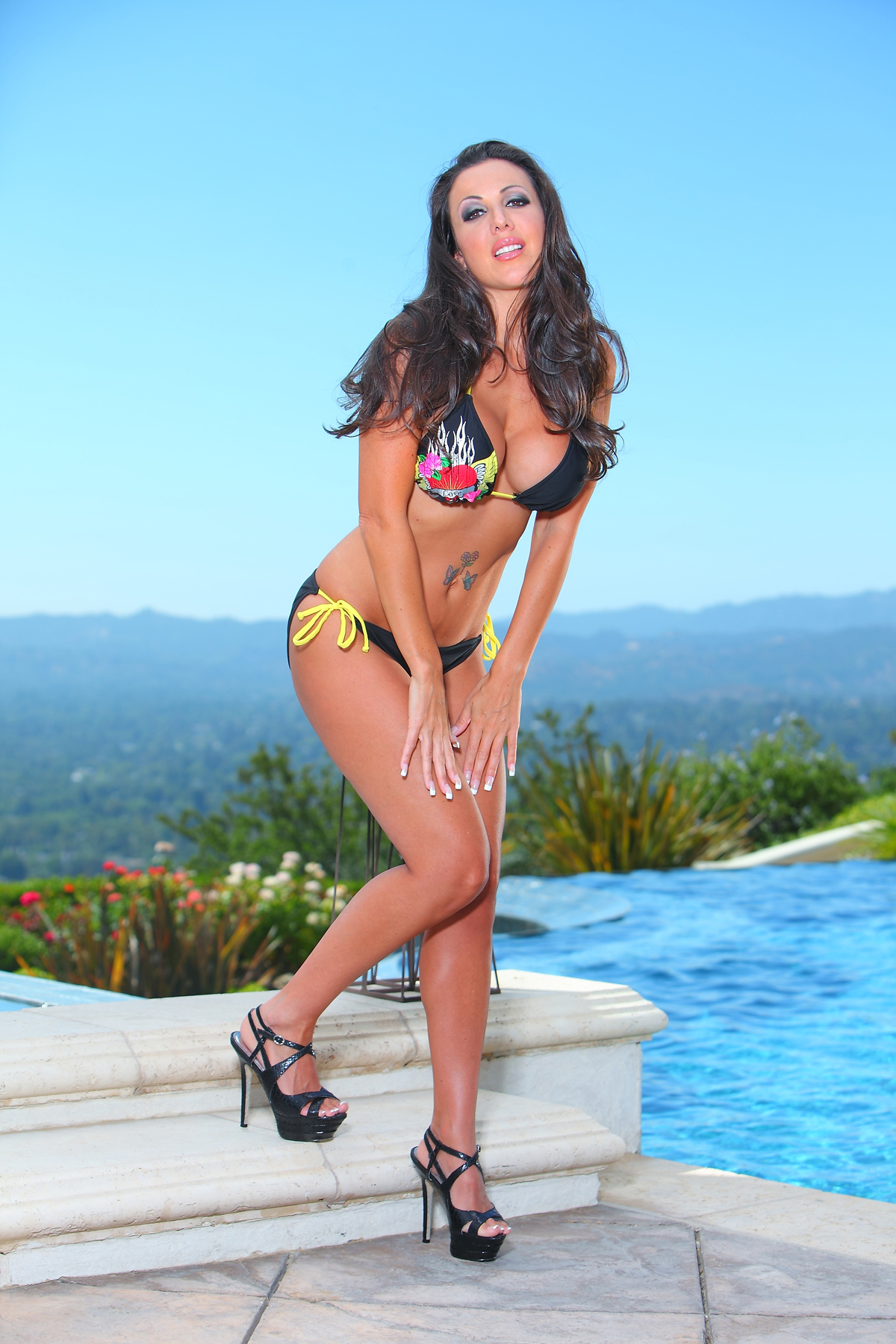
Amy Fisher en 2010.

En octubre de 2007, el New York Post publicó una información en la que se acusaba a Lou Bellera, marido de Amy Fisher, de vender una cinta de sexo casero de la pareja a la productora de cine pornográfico Red Light District Video. La productora llegó a lanzar un comunicado en el que avisaba de su intención de publicar en su sitio el vídeo explícito. Pocos días después, el 31 de octubre, en varios sitios de la red se pudieron encontrar fotos desnudas de Amy Fischer, pantallazos y copias del vídeo.
El 6 de noviembre de 2007, Fisher demandó a la productora y a su propietario, David Joseph, por violación de derechos de autor y otros daños. No obstante, a comienzos de 2008, Amy Fisher anunció que había llegado a un acuerdo con Red Light y había aceptado un acuerdo que beneficiara a las partes. Asimismo, anunció que se había reconciliado con su marido.
El vídeo filtrado fue posteriormente comprado por Red Light y lanzado al mercado como una película con el nombre de Amy Fisher Caught on Tape.
Entre 2008 y 2012 empezaría una breve carrera como actriz pornográfica que la llevaría a protagonizar 12 películas, entre ellas varias compilaciones. Otros trabajos suyos fueron All Star Celebrity XXX: Amy Fisher (compilación), Amy Fisher is Sex, Amy Fisher With Love, Deep Inside Amy Fisher, Fatal Seduction, My Wife's Hot Friend 10 y Seduced by a Cougar 22.
En 2012 fue nominada en los Premios XBIZ en la categoría de Artista MILF del año.

### Premios y nominaciones
| Año  | Ceremonia    | Resultado | Premio               | Trabajo nominado |
| ---- | ------------ | --------- | -------------------- | ---------------- |
| 2012 | Premios XBIZ | Nominada  | Artista MILF del año | —                |

## Libros y películas

### Libros de Amy Fisher
- Amy Fisher: My Story (1994). Coescrito con Sheila Weller. ISBN 0-671-86559-5.
- If I Knew Then (2004). Coescrito con Robbie Woliver. ISBN 0-595-32445-2.

### Libros sobre Amy Fisher
- Lethal Lolita: A True Story of Sex, Scandal and Deadly Obsession. (1992). Escrito por Maria Eftimiades. ISBN 0-312-95062-4.
- Amy Fisher: Anatomy of a Scandal: The Myth, the Media and the Truth Behind the Long Island Lolita Story (2001). Escrito por Pier Dominguez. ISBN 0-595-18417-0.

### Películas sobre Amy Fisher
- Amy Fisher: My Story[23] (1992) (TV). Amy Fisher fue interpretada por Noelle Parker.
- Casualties of Love: The "Long Island Lolita" Story[24] (1993) (TV). Amy Fisher fue interpretada por Alyssa Milano.
- The Amy Fisher Story[25] (1993) (TV). Amy Fisher fue interpretada por Drew Barrymore.